# Éditions CPE
Communication Presse Éditions du Centre ou Éditions CPE est une maison d'édition française à vocation régionaliste.
Depuis 2018, c'est un département de la maison d'édition Ramsay, filiale du groupe Vilo.
L'entreprise SAS CPE, avait  son siège social en Sologne (Zac des Patureaux sur les communes de Romorantin-Lanthenay et Pruniers-en-Sologne). Les locaux accueillent désormais l'établissement Ramsay Médias qui édite entre autres le journal Le Petit Solognot. La maison d'édition CPE a intégré les locaux de Ramsay au 222 Boulevard Pereire à Paris.

## Géographie
Le siège social historique de l'éditeur est situé dans la zone d'activités des Pâtureau sur les communes de Romorantin-Lanthenay et Pruniers-en-Sologne dans le département de Loir-et-Cher en région Centre-Val de Loire. Il est désormais à Paris.

## Histoire
Les éditions CPE sont fondées le 1er août 1994.
En 2015, à l'instar des éditeurs distribués par le groupe de Borée, CPE rencontre des difficultés à la suite du dépôt de bilan de la SAS de Borée Distribution,, marque de la grande dépendance des maisons d'édition française à leur distributeur. Le dirigeant de CPE accompagne le groupe Centre France dans la reprise des éditions de Borée,,. Le 8 avril 2015 CPE organise une procédure de sauvegarde pour  solder son passif, le plan est adopté le 7 septembre 2016. Le 7 septembre 2018 la société demande à être placée en liquidation judiciaire et propose un plan de cession qui permettra à un acquéreur de reprendre les actifs sans le passif.
Le 27 décembre 2018, les actifs sont cédés au groupe parisien Ramsay (Ramsay Valeurs), La marque CPE subsiste à travers les Almanachs des Terroirs de France. Marivole et Magasin Pittoresque, les autres marques qui appartenaient à la SAS CPE deviennent des départements de Ramsay Editions. Le Journal Le Petit Solognot, également propriété de CPE intègre Ramsay Medias, un établissement de la SARL Ramsay Diffusion ,.

## Éditeur de livres

### Collections
Les collections des éditions CPE sont déclinées par terroirs et impliquent une quarantaine d'éditions régionales par collection.
Liste non exhaustive :
- Patrimoine des Terroirs

- Patois et chansons de nos grands-pères
- Le bonheur gourmand
- Les recettes de ma grand-mère
- Les contoguides
- Au bon temps des paysans
- Il était une fois
- Les petites histoires de la vieille
- Les histoires extraordinaires de mon grand-père
- Les contes populaires
- Les histoires du coin du feu

Au milieu des années 2000, CPE a également publié des livres dans la littérature pour la jeunesse :
- Charly-Jeunesse

## Éditeur de presse

### Journaux
- Le Petit Berrichon : un bimensuel gratuit[12].
- Le Petit Solognot : un hebdomadaire mais aussi bimensuel gratuit[13].
- Le Petit Blaisois : un bimensuel gratuit.

En 2019, le groupe Ramsay a ressemblé les trois titres de presse dans un seul journal sous la têtière Le Petit Solognot, paraissant tous les 15 jours. La publication est confiée à Ramsay Médias, établissement de Ramsay Diffusion basé à Romorantin-Lanthenay.

### Magazines
- Les Almanachs des Terroirs de France, périodique annuel tiré à 250 000 exemplaires à travers 43 titres différents
- L'almanach Gourmand, périodique annuel consacré à la gastronomie
- L'almanach du Chasseur, périodique annuel consacré à la chasse
- L'almanach du Pêcheur, périodique annuel consacré à la pêche
- L'almanach du Potager, périodique annuel consacré à la culture potagère
- L'almanach des Fous du Train, périodique annuel consacré au monde ferroviaire
- L'almanach des Fous du Tracteur, périodique annuel consacré aux machines agricoles
- En Sologne, revue trimestrielle gratuite
- Le Petit Solognot magazine, magazine régionaliste trimestriel payant

Les périodiques annuels Almanachs sont à partir de 2019 confiés aux éditions CPE, département de Ramsay Editions. Le Petit Solognot Magazine, déclinaison payante du journal d'information gratuit du même titre, cesse sa publication à compter de janvier 2019. Le périodique En Sologne est confié à Ramsay Médias, établissement de Ramsay Diffusion basé à Romorantin-Lanthenay.

## Les Almanachs des Terroirs de France
Les Almanachs des Terroirs de France est un périodique annuel qui parait par terroir dans la France entière. La couverture territoriale de la collection est complétée par trois almanachs thématiques : l’Almanach du pêcheur, l’Almanach gourmand et l’Almanach du chasseur.

### Contenu
À l'instar d'autres publications analogues, les Almanachs des terroirs de France comportent des articles évoquant les évolutions du terroir en question sur les différents aspects (économiques, culturels, sociétaux, etc.), renferment des renseignements pratiques, des recettes, et sont illustrés de reproductions de cartes postales anciennes,,,,.

### Parutions régionales
La division territoriale adoptée pour les parutions régionales (les « terroirs de France ») correspond pour l'essentiel aux anciennes provinces de France.

### Les auteurs
Divers auteurs contribuent aux Almanachs des terroirs de France, entre autres :
- Lise Bésème-Pia ;

- Pierre Bonte ;
- Gérard Boutet ;
- Pierre-Jean Brassac ;
- Robert Colonna d'Istria ;
- Bernard Coussée ;
- Jean-Marie Cuny ;
- Marie-Thérèse Hermann ;
- Thierry Jigourel ;
- Maya Lauqué-Médina ;
- Jean-Claude Rogliano ;
- Jean-Guy Talamoni;
- Serge Camaille;
- Eric Yung;
- Joseph Vebret.

### Autres sources
La presse hebdomadaire régionale, la presse quotidienne régionale et les stations régionales de France 3 consacrent des développements aux Almanachs des terroirs de France à leur parution.